# Teateråret 1894

## Årets uppsättningar

### September
- 25 september – Gerhart Hauptmanns drama Vävarna (Die Weber) har urpremiär på Deutsches Theater i Berlin.

### November
- 12 november - Sophie Elkans pjäs Farligt umgänge har urpremiär på Dramaten i Stockholm.[1]

### December
- 16 december - Anna Wahlenbergs pjäs Stackars flicka har urpremiär på Musikaliska Akademien i Stockholm.[2]

## Födda
- 5 maj - Artur Rolén (död 1972), svensk skådespelare.
- 14 juli - Osvald Helmuth (död 1966), dansk revyskådespelare, manusförfattare och regissör.
- 19 juli - Siegfried Fischer (död 1976), svensk skådespelare, teaterledare, manusförfattare och författare.
- 31 juli - Jenny Hasselquist (död 1978), svensk skådespelare och ballerina.
- 25 september - Lars Egge (död 1965), svensk operettsångare, skådespelare, teaterchef.
- 27 oktober - Agda Helin (död 1984), svensk skådespelerska och sångerska.
- Kajsa Ranft (död 1963), svensk operettsångerska.
- Mei Lan-Fang (död 1961), kinesisk skådespelare och sångare inom pekingoperan.

## Avlidna
- 11 januari - Fredrik Deland (född 1812), svensk skådespelare.
- 28 januari - Elise Hwasser (född 1831), svensk skådespelare.
- 6 februari - Maria Deraismes (född 1828), fransk dramatiker, journalist och kvinnoaktivist.